# Punta Thurwieser
Thurwieserspitze (wł. Punta Thurwieser) to szczyt w Masywie Ortleru, w Alpach Retyckich. Leży w północnych Włoszech, na granicy dwóch prowincji: Sondrio i Południowy Tyrol.
Pierwszego wejścia, 20 sierpnia 1869 r., Theodor Harpprecht i Josef Schnell.